# Czagda (ułus ałdański)
Czagda (ros. Чагда) – wieś w Rosji, w Jakucji na obszarze ułusu ałdańskiego.

## Historia
Czagda leży nad brzegiem rzeki Ałdan (otaczającym Czagdę od zachodu). Od wschodu Czagdy płynie rzeka Uczur, wpływająca do Ałdanu poniżej miejscowości.
Według stanu z 1939 w Czagdzie mieszkało 1000 ludzi. W 1941 Czagda otrzymała status osady typu miejskiego. Według relacji na przełomie 1940/1941 mogło tam żyć 10 tys. mieszkańców. Funkcjonowały tam wtedy m.in. zakłady produkcyjne, porty rzeczne, magazyny, poczta, szkoła średnia (tzw. 10-latka), szpital, przychodnie lekarskie, urzędy.
Pod koniec XX wieku Czagda była nadal jednym największych i najlepiej rozwiniętych ośrodków pod względem gospodarczym na obszarze południowo-wschodniej Jakucji.
Od 2001 jest osadą wiejską. W myśl ustawy Republiki Sacha (Jakucji) z 30 listopada 2004 na czele wsi stoi utworzony podmiot komunalny Czagdinski Nasłeg.